# Anacampseros vulcanensis
Anacampseros vulcanensis és una espècie de planta amb flors del gènere Anacampseros dins la família de les anacampserotàcies.

## Descripció
És una herba perenne petita, decumbent, de poca ramificació.
És una planta criptòfita o semi-geòfita, l'arrel tuberosa d'emmagatzematge li permet ressuscitar si es talla al nivell del terra per sequera o per altres adversitats.
Les tiges són procumbents, amb papil·les microscòpiques.
Les fulles són carnoses oposades, suboposades o de vegades alternes en tiges floríferes (bràctees foliàcies), sèssils, el·líptiques, obovades o ovades, de base atenuada, de 5 a 18mm de llarg i de 4 a 10 mm d'ample; pèls axil·lars inconspicus fins de 0,3 a 0,5 mm de llarg.
La inflorescència és frondosa, cimosa, irregular.
Les flors són subsèssils; pedicels de 0,5 a 0,7 mm de llarg. Calze de sèpals naviculars, carnosos, de dors suaument aquillat, de marge sencer, de 3 a 8 mm lde llarg, caducs. Pètals de color lila, 5, obovats, apiculats, de 4,5 a 5mm de llarg i de 3mm d'ample.

## Distribució
Planta endèmica del nord-oest de l'Argentina, a grans altituds (Andes).

## Taxonomia
Aquesta espècie va ser descrita de manera vàlida per primer cop l'any 1984 a la revista Hickenia. Boletín del Darwinion per Delia Añon Suarez de Cullen (1917-2016)).

### Sinònims
Els següents noms científics són sinònims homotípics d'Anacampseros vulcanensis:
- Grahamia vulcanensis (Añon) G.D.Rowley
- Xenia vulcanensis (Añon) Gerbaulet